# Secteur fortifié des Flandres

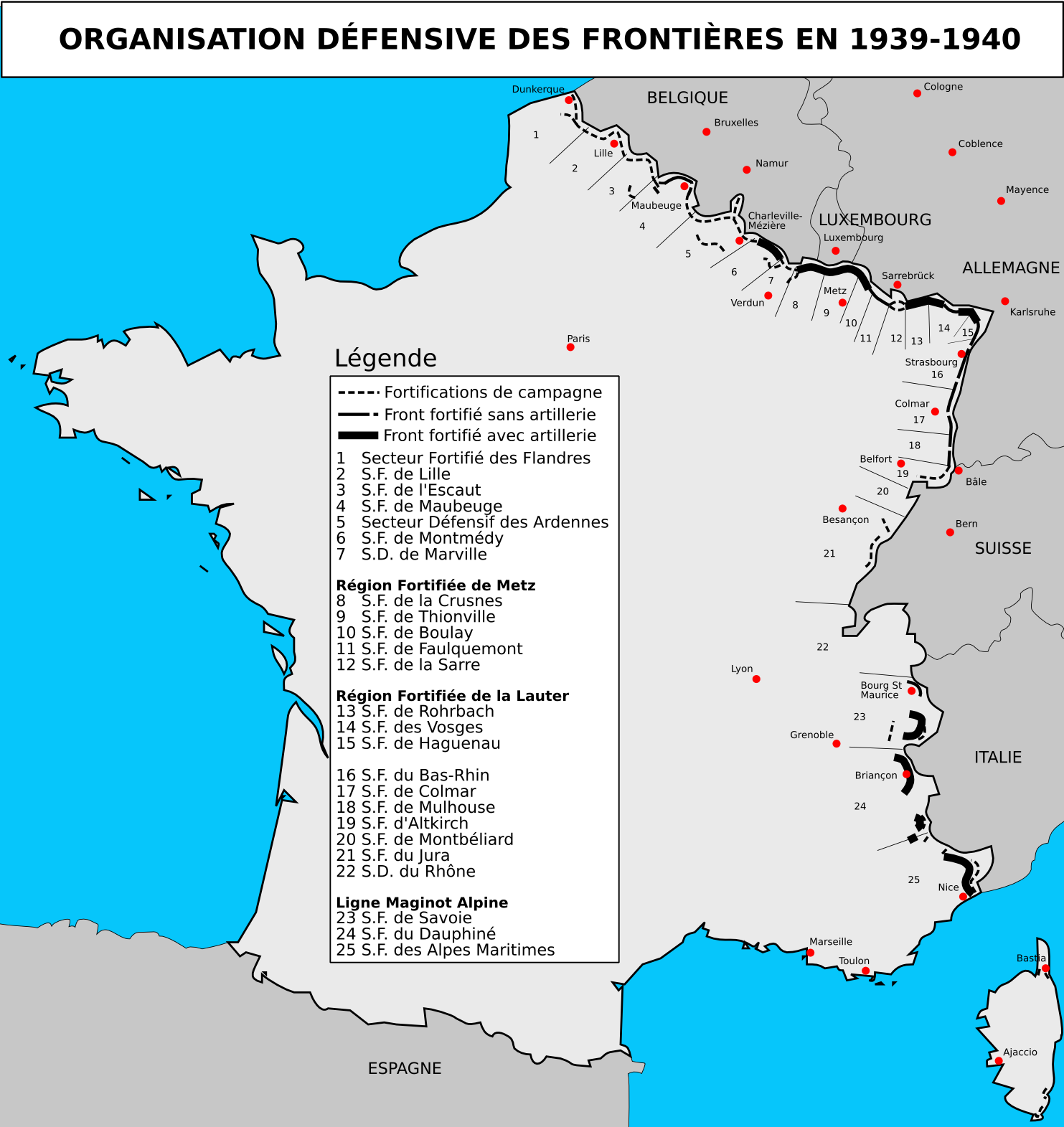
Carte de l'organisation en secteurs de la ligne Maginot.

Le secteur défensif des Flandres, puis secteur fortifié des Flandres, est une partie de la ligne Maginot, situé entre la mer du Nord qui sert d'extrémité nord à la ligne et le secteur fortifié de Lille.
Il forme une ligne le long de la frontière franco-belge, de la plage de Bray-Dunes à Nieppe près d'Armentières (dans le Nord). Les fortifications du secteur sont plutôt légères.
Pour un article plus général, voir Ligne Maginot.

## Organisation et unités
Le secteur est d'abord sous commandement de la 1re région militaire (QG à Lille), le gouverneur de la place de Dunkerque assurant le commandement du secteur, puis à la déclaration de guerre le secteur passe alors sous commandement de la 1re armée au sein du 3e corps d'armée, puis du 16e corps d'armée. À partir du 15 novembre 1939, il passe sous celui de la 7e armée.
les unités suivantes servent de travailleurs (MOM : main-d'œuvre militaire) pour la construction des casemates et blockhaus ainsi que comme équipages ou troupes d'intervalle stationnées entre ceux-ci après la mobilisation :
- 14e régiment régional de travailleurs ;
- 15e régiment régional de travailleurs ;
- 221e régiment régional de travailleurs ;
- une partie du 161e régiment d'artillerie de position (quatrième groupe, 10e et 11e batteries : douze canons de 75 mm modèle 1897[3]).

Les moyens sont complétés par trois compagnies de dépôts (les 21e compagnies des 65e, 110e et 129e RI), cinq compagnies de travailleurs espagnols et deux compagnies de travailleurs français.

## Composants
Se trouvent dans ce secteur seize casemates STG, six blockhaus FCR et environ 200 blockhaus MOM (type 1re RM), le tout construit à partir de 1937, mais principalement en 1939-1940.
À son extrémité nord, sur la commune de Bray-Dunes et à seulement un kilomètre de la frontière avec la Belgique, a été construit un groupe de 25 blockhaus MOM sur les dunes du Perroquet : 21 pour mitrailleuses, deux pour canon de 25 mm AC, un pour canon de 75 mm et un observatoire, tenant sous leurs tirs la D 60.
Un deuxième groupe est implanté sur la commune de Ghyvelde : 24 blockhaus MOM et un FCR (deux 25 mm AC et deux mitrailleuses) sur la dune fossile, interdisant la RN 1.
La dépression des Moëres (un polder en dessous du niveau de la mer) sert de zone d'inondation défensive. Au sud de cette zone commence la ligne de défense antichar, avec des blockhaus placés juste avant la frontière, formant une ligne continue devant les Moëres, Hondschoote, Steenvoorde, le mont des Cats, le mont Noir et Bailleul. Elle est composée de 114 blockhaus MOM, 29 tourelles STG et 9 blockhaus FCR.
Une mention particulière pour le mont Noir, qui est transformé en position fortifiée avec huit casemates STG et cinq blockhaus MOM.
La CEZF (Commission d'études des zones fortifiées) fait aussi construire une ligne est-ouest de neuf casemates STG-A (une est inachevée en mai 1940 ; ce sont des casemates doubles) au nord du mont Cassel, appelée « bretelle de Cassel ».

## Histoire
D'abord appelé « secteur défensif des Flandres » lors de sa création le 21 août 1939, avec son état-major à Dunkerque, puis à Hazebrouck à partir du 8 septembre et à Saint-Omer à partir du 15 novembre. Il est renommé « secteur fortifié des Flandres » le 20 janvier 1940.
Le 11 mai 1940, en raison de l'entrée en Belgique de la 7e armée, la position à fortifier est portée le long de l'Yser de Comines à Nieuport, avec des points d'appui à aménager sur le mont Kemmel et le mont Rouge. Les unités sont repliées sur la frontière les 18 et 19 mai.
Le 25 mai, les troupes du secteur fortifié sont réorganisées et renforcées avec les restes de la 21e DI : 137e RI, régiment Z, régiment Y, le 27e GRDI (hippomobile), le 35e RAD, le 235e RALD et divers éléments (dont les cavaliers du dépôt de cavalerie de Saint-Omer).
Du 26 au 30 mai, des combats ont lieu le long de la bretelle de Cassel, avec le soutien d'unités britanniques. Dans la nuit du 30 au 31 mai, le front est ramené sur la ligne Uxem-Bergues ; le 1er juin, les troupes britanniques se replient. Les unités du secteur fortifié mènent des combats retardateurs du 1er au 3 juin. Les derniers éléments des troupes du secteur se rendent le 4 juin 1940 à Malo-les-Bains et à Dunkerque, faute de moyens pour les embarquer.